# Sphecomyrminae
Sphecomyrminae – wymarła podrodzina owadów z rzędu błonkówek i rodziny mrówkowatych (Formicidae). Obejmuje 4 opisane rodzaje.

## Podział systematyczny
Do podrodziny zaliczane są następujące rodzaje:
- Baikuris Dlussky, 1987
- Cretomyrma Dlussky, 1975
- Dlusskyidris Bolton, 1994
- Sphecomyrma Wilson & Brown, 1967